# Copper Dragon Brewery
Copper Dragon Brewery, bryggeri i Skipton, North Yorkshire, Storbritannien. Bryggeriet invigdes 2003. 

## Exempel på varumärken
- Dark Ale
- Best Bitter
- Scotts 1816